# کوتیالا
کوتیالا (به لاتین: Koutiala) یک منطقهٔ مسکونی در مالی است که در استان سیکاسو واقع شده‌است.
 کوتیالا  ۱۳۷٬۹۱۹ نفر جمعیت دارد.

## خواهرخوانده
شهر الانسون خواهرخواندهٔ کوتیالا هست.